# Суха Буша
Суха Буша — річка  в Україні, у Чернівецькому та Ямпільському районах Вінницької області. Ліва притока Бушанки  (басейн Дністра ).

## Опис
Довжина річки 14 км. Формується з багатьох безіменних струмків та водойм.  Площа басейну 48,4 км².

## Розташування
Бере  початок у селі Нове Життя. Спочатку тече на південний схід через Хмелівщину, а потім на північний та південний захід і у селі Буші впадає у річку Бушанку, ліву притоку Мурафи.